# Schnellbootbegleitschiff
Ein Schnellbootbegleitschiff ist ein speziell für die Unterstützung einer Flottille von Schnellbooten konzipiertes Versorgungs- und Stützpunktschiff.

## Konzeption
Der Schiffstyp entstand in den 1920er und 1930er Jahren parallel mit der Entwicklung der Schnellboote bzw. Motortorpedoboote. Entsprechend ausgerüstet dienten die Begleitschiffe, in anderen Marinen auch als Tender bezeichnet, den Flottillen als Kommandoschiffe, den Bootsbesatzungen als Unterkunft und den Booten als Kraftstoff-, Torpedo-, Minen-, Munitions-, Frischwasser-, Verpflegungs- und Ersatzteildepot. Auch die medizinische Versorgung der Bootsbesatzungen und kleinere Reparaturen an den Booten selbst konnten vorgenommen werden. Dies ermöglichte es den Schnellbooten, auch in Gegenden zu operieren, die über keine ausreichende Stützpunktinfrastruktur an Land verfügten.

## Reichs- und Kriegsmarine
In der deutschen Reichsmarine behalf man sich zunächst ab 1927 mit dementsprechend umgebauten alten Tender Nordsee, einem umgebauten Verkehrsdampfer für den Inseldienst nach Helgoland, der aber wegen seines Alters und seiner geringen Geschwindigkeit keine Ideallösung war und auch nicht zu diesem Zweck gebaut worden war. Das Schiff wurde 1934 durch die neu gebaute Tsingtau ersetzt, die in vieler Hinsicht dem etwa gleichzeitig gebauten U-Boot-Begleitschiff Saar ähnlich war. Im Januar 1939 kam die Tanga als zweites Schiff hinzu. 1938 orderte die Kriegsmarine zwei weitere, aber erheblich größere und schnellere S-Boot-Begleitschiffe, die Adolf Lüderitz und ihr Schwesterschiff Carl Peters. Vier weitere geplante und bei der Werft A.G. Neptun in Rostock in Auftrag gegebene Schiffe wurden nicht mehr gebaut.
Im Verlauf des Westfeldzuges erbeutete die Wehrmacht im Mai 1940 zwei belgische Frachtschiffe, die bis 1943 zu S-Boot-Begleitschiffen umgebaut wurden – die Herrmann von Wißmann und die Gustav Nachtigal. Ihre Indienststellung erfolgte im Dezember 1943 bzw. Mai 1944. Ab September 1941 wurde die in der Ostsee erbeutete Estonia, ein ehemaliges Kombischiff der norwegischen Hurtigruten, als Hilfs-Schnellbootbegleitschiff genutzt. Im Mai 1944 wurde das ehemals dänische Fähr- und Passagierschiff Hammershus als Hilfs-Schnellbootbegleitschiff Buea in Dienst gestellt.
Von diesen insgesamt neun Schiffen gingen zwei durch Kriegseinwirkung verloren: am 15. Juni 1944 wurde die Gustav Nachtigal durch einen Lufttorpedo westlich von Borkum versenkt, und am 10. Mai 1945 sank die Carl Peters in der Geltinger Bucht, nachdem sie auf eine Mine gelaufen war. Fünf der Schiffe wurden nach dem Krieg von den Alliierten beschlagnahmt und waren später z. T. im Deutschen Minenräumdienst wieder im Einsatz, ehe sie dann als Kriegsbeute an verschiedene Siegermächte übergeben wurden: die Adolf Lüderitz an die Sowjetunion, die Hermann von Wißmann an die Royal Navy, dann an Belgien, die Nordsee an die USA, die Tanga an Dänemark und die Tsingtau an die Royal Navy. Die Buea wurde an Dänemark zurückgegeben, fuhr ab 1947 wieder als Fährschiff, wurde 1963 von der dänischen Marine zum U-Boot-Tender Hendrik Gerner umgebaut und 1976 abgewrackt. Die Estonia war bei Kriegsende in derart schlechtem Zustand, dass sie erst 1952 einen neuen Eigner fand, dann aber nach Umbau noch bis in die 1990er Jahre betrieben wurde.

### Schnellbootbegleitschiffe der Kriegsmarine
Folgende Schiffe wurden als Schnellbootbegleitschiffe für die Kriegsmarine in Dienst gestellt:
- Tsingtau, ab 1934
- Tanga, ab 1939
- Adolf Lüderitz, ab 1940
- Carl Peters, ab 1940
- Gustav Nachtigal, ab 1940; Schwesterschiff der Herrmann von Wißmann
- Hermann von Wißmann, ab 1943; Schwesterschiff der Gustav Nachtigal

Folgende Schiffe wurden als Hilfs-Schnellbootbegleitschiffe für die Kriegsmarine in Dienst gestellt:
- Estonia, ehemaliges norwegisches Kombischiff, ab 1941
- Bengasi, ehemaliges dänisches Motorschiff, ab 1941 zum Hilfs-Schnellbootbegleitschiffe umgebaut, aber nie als solches eingesetzt
- Hernösand, ehemaliges deutsches Dampfschiff, 1941 beschlagnahmt und anschließend als Versorgungsschiff eingesetzt.
- Romania, ehemaliges rumänischer Passagierdampfer, ab 1942 zum Hilfs-Schnellbootbegleitschiffe und Wohnschiff umgebaut
- Buea, ehemaliges dänisches Passagierschiff, 1944 beschlagnahmt und ab dann in der Funktion als Schnellbootbegleitschiffe eingesetzt

Als Tender wurde folgendes Schiff bei den Schnellbootverbänden eingesetzt:
- Nordsee, ab 1927 (Reichsmarine) bis zur Indienststellung der Tsingtau 1934 in der Funktion als Schnellbootbegleitschiffe eingesetzt, später zum Schnellboot umklassifiziert